# Prötzel

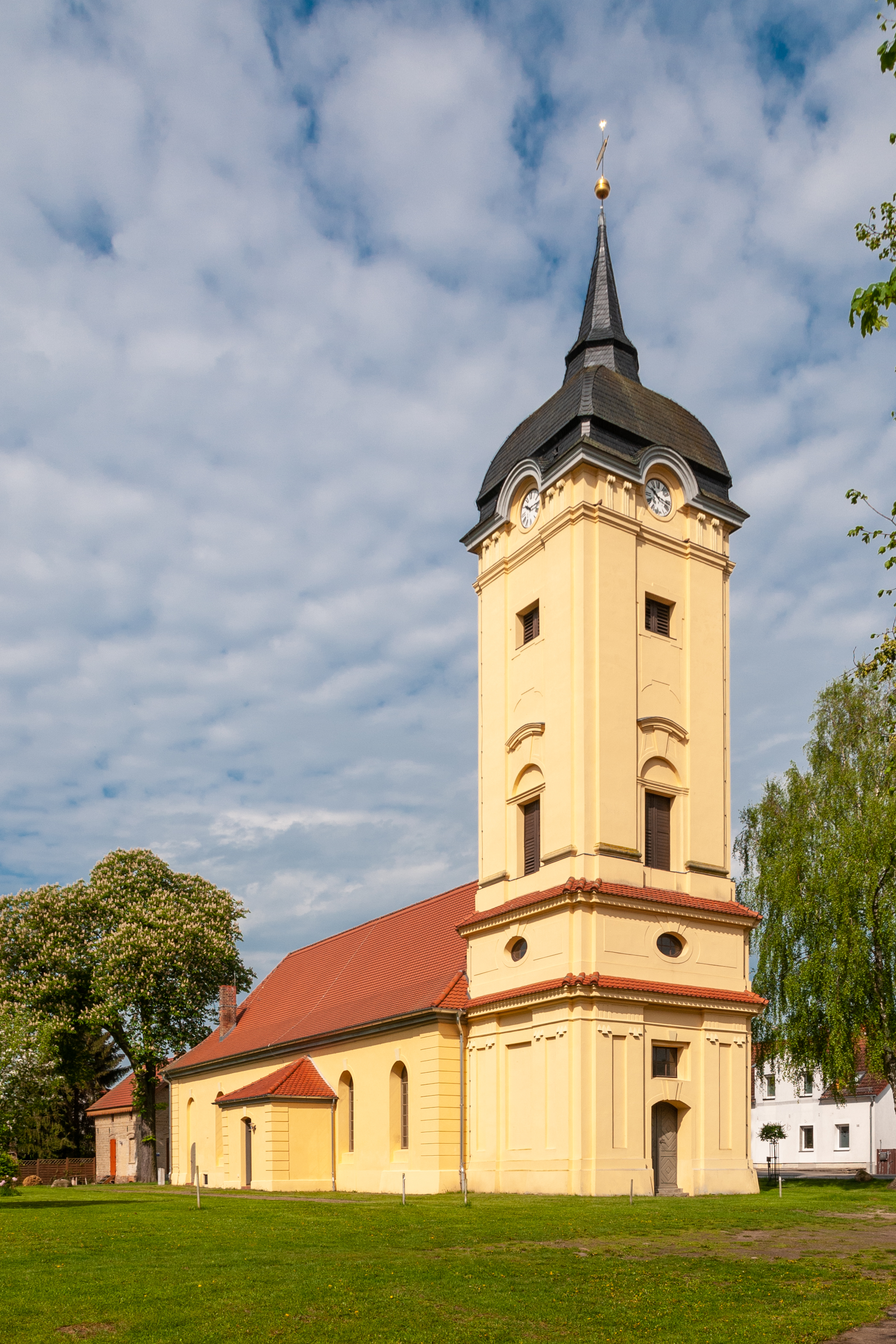
Dorfkirche Prötzel

Prötzel ist eine Gemeinde im Westen des Landkreises Märkisch-Oderland in Brandenburg. Sie wird vom Amt Barnim-Oderbruch verwaltet.

## Geografie
Prötzel liegt im waldreichen Oberbarnim, östlich des Gamengrundes. Eine Erhebung ist Der Blumenthal im Prötzeler Forst. Nächstgelegenes Mittelzentrum ist Strausberg.

## Gemeindegliederung
Die Gemeinde Prötzel besteht aus den Orts- und bewohnten Gemeindeteilen Harnekop, Prädikow, Prötzel und Sternebeck sowie den Wohnplätzen Biesow, Blumenthal, Försterei Lattbusch, Heidekrug, Kähnsdorf und Stadtstelle.

## Geschichte
Der Name des Ortes dürfte vom wendischen Preczel = Grenze herrühren. Erstmals erwähnt wird er im Landbuch von 1375, damals als im Besitz einer Familie Zachow. Im Mittelalter gehörte ein Gut auf der Feldmark Prötzels zum Besitz des Zisterzienserinnen-Klosters Friedland. Von 1586 bis 1623 war Prötzel im Besitz derer von Pfuel. Eine weitere konstante Phase des Besitztums auf Prötzel bezeugt die pommersche Familie von Kameke. Ihre Vertreter wurden der Schloßhauptmann Friedrich Paul Graf Kameke (* 1711; † 1769), dann Kammergerichtsrat Graf Wilhelm Friedrich Kameke (* 1740; † 1771). Sein Bruder Graf Johann Friedrich Hermann Friedrich Alexander von Kameke (* 1743; † 1806), Oberfinanzrat, veräußerte Prötzel an die Grafen von Schlieben. Die letzten Gutsbesitzer-Generationen stellte dann die ursächlich aus Hessen stammende Fabrikantenfamilie Eckardstein, nobilitiert in den preußischen Freiherrenstand am 11. Oktober 1799. Über Arnold Freiherr von Eckardstein (1782–1856) bildete sich dann eine eigenständige Familienlinie Prötzel heraus.
Prötzel gehörte seit 1817 zum Kreis Oberbarnim in der Provinz Brandenburg und ab 1952 zum Kreis Strausberg im DDR-Bezirk Frankfurt (Oder). Seit 1993 liegt die Gemeinde im brandenburgischen Landkreis Märkisch-Oderland.
Die Gemeinde Sternebeck/Harnekop, die am 1. Januar 1967 durch Zusammenschluss aus den gleichnamigen Vorgängergemeinden entstanden war, wurde am 31. Dezember 1997 eingemeindet.

## Bevölkerungsentwicklung
| Jahr | Einwohner |
| ---- | --------- |
| 1875 | 1 012     |
| 1890 | 0 989     |
| 1910 | 0 982     |
| 1925 | 0 967     |
| 1933 | 0 803     |
| 1939 | 0 822     |

| Jahr | Einwohner |
| ---- | --------- |
| 1946 | 1 029     |
| 1950 | 1 189     |
| 1964 | 1 053     |
| 1971 | 1 024     |
| 1981 | 0 895     |
| 1985 | 0 852     |

| Jahr | Einwohner |
| ---- | --------- |
| 1990 | 0 812     |
| 1995 | 0 835     |
| 2000 | 1 259     |
| 2005 | 1 205     |
| 2010 | 1 148     |
| 2015 | 0 998     |

| Jahr | Einwohner |
| ---- | --------- |
| 2020 | 1 050     |
| 2021 | 1 060     |
| 2022 | 1 066     |
| 2023 | 1 079     |
| 2024 | 1 093     |

Gebietsstand des jeweiligen Jahres, Einwohnerzahl: Stand 31. Dezember (ab 1991), ab 2011 auf Basis des Zensus 2011, ab 2022 auf Basis des Zensus 2022

## Politik

### Gemeindevertretung
Die Gemeindevertretung von Prötzel besteht aus zehn Gemeindevertretern und der ehrenamtlichen Bürgermeisterin. Die Kommunalwahl am 9. Juni 2024 führte bei einer Wahlbeteiligung von 72,4 % zu folgendem Ergebnis:
| Partei / Wählergruppe                         | Stimmenanteil 2019 | Sitze 2019 |        | Stimmenanteil 2024 | Sitze 2024 |
| --------------------------------------------- | ------------------ | ---------- | ------ | ------------------ | ---------- |
| Wir für Prötzel                               | –                  | –          | 26,3 % | 3                  |            |
| Listenvereinigung SPD / Bündnis 90/Die Grünen | 15,9 %             | 2          | 19,8 % | 2                  |            |
| Bürger für Bürger                             | 27,4 %             | 3          | 15,9 % | 1                  |            |
| AfD                                           | –                  | –          | 15,7 % | 1                  |            |
| Einzelbewerber Andreas Behnen                 | –                  | –          | 10,1 % | 1                  |            |
| Einzelbewerber Marcel Wolff                   | –                  | –          | 06,2 % | 1                  |            |
| Einzelbewerberin Carola Damaszek              | –                  | –          | 06,1 % | 1                  |            |
| Neuanfang: Harnekop, Prädikow, Sternebeck     | 33,8 %             | 3          | –      | –                  |            |
| Wählergruppe Gemeinde Prötzel                 | 22,9 %             | 2          | –      | –                  |            |
| Insgesamt                                     | 100 %              | 10         | 100 %  | 10                 |            |

### Bürgermeister
- 2001–2019: Rudolf Schlothauer (Wählergruppe Gemeinde Prötzel)[15]
- seit 2019: Simona Koß (SPD)

Koß wurde in der Bürgermeisterwahl am 26. Mai 2019 mit 53,1 % der gültigen Stimmen gewählt. Am 9. Juni 2024 wurde sie mit 53,5 % der gültigen Stimmen in ihrem Amt bestätigt. Ihre Amtszeit beträgt fünf Jahre.

## Sehenswürdigkeiten
In der Liste der Baudenkmale in Prötzel stehen die in der Denkmalliste des Landes Brandenburg eingetragenen Baudenkmale. Einige der Baudenkmale werden von der 2012 eröffneten Oberbarnimer Feldsteinroute berührt und auf Informationstafeln erläutert.

### Bauwerke
Jeder Ortsteil verfügt über eine sehenswerte Dorfkirche. Die Kirchen in Harnekop und Prädikow stammen aus dem Mittelalter, während Prötzel eine barocke Dorfkirche hat. Die Kirche in Sternebeck wurde um 1710 erbaut.
Die Gruft der Schlosskirche von Prötzel wurde 1712 als westlicher Anbau des Kirchenschiffes errichtet. Anfänglich von der Familie von Kameke genutzt, diente das Gruftgewölbe ab 1801 der Familie von Eckardstein als Begräbnisstätte. Im Jahr 1864 wurde der direkte Eingang vom Kirchenschiff zum Gruftraum zugemauert und eine Außentür eingebaut. Auch diese ist nach 1945 vermauert worden. Das Gruftinnere ist seitdem nur durch ein kleines, vergittertes Fenster zu erreichen. Das Gitter wurde in den 1990er Jahren aufgebrochen, die Särge wurden zerschlagen und deren Inhalte durchwühlt. Im Januar 2008 wurde die Gruft von Spezialisten untersucht. Die acht Dachtruhensärge des 19. Jahrhunderts wurden individuell für die Verstorbenen angefertigt und bestehen aus einem repräsentativ gestalteten Außensarg aus Holz und einem Innensarg aus Metall, zumeist Zink. Für einen Innensarg wurde Kupfer verwendet, was sehr selten ist. Ein Sarg hat eiserne Füße in Form eines Löwenkopfes, die grün bemalt sind. Ein anderer Sarg ist mit schwarzem Trauerflor geschmückt und die Handhaben sind jeweils mit einem kleinen Putto verziert. Die Särge sind mit groben Hobelspänen gefüllt. Reste von Gewebe der Kleidung und Sargausstattung sind vereinzelt erhalten, ebenso Reste anders gefüllter Kissen (zum Beispiel feine streichholzartige Hobelspäne). Die menschlichen Überreste liegen überwiegend als skelettierte Einzelknochen vor. In einem Fall ist der Körper teilmumifiziert, und ein Leichnam ist gut und vollständig mumifiziert. Zur Abschätzung der gesundheitlichen Gefährdung durch Bioaerosole bei archäologischen Arbeiten im Gruftinnern wurden Luftkeimmessungen durchgeführt. Die Ergebnisse dieser Arbeit belegen eine stark erhöhte Konzentration mit Schimmelpilzsporen, besonders Penicillium-Sporen.
In Prötzel steht mit Schloss Prötzel ein zweigeschossiger Barockbau mit angegliedertem Park.
Ein Bauwerk aus der Neuzeit ist der große, zwischen 1971 und 1975 errichtete unterirdische Bunker Harnekop.

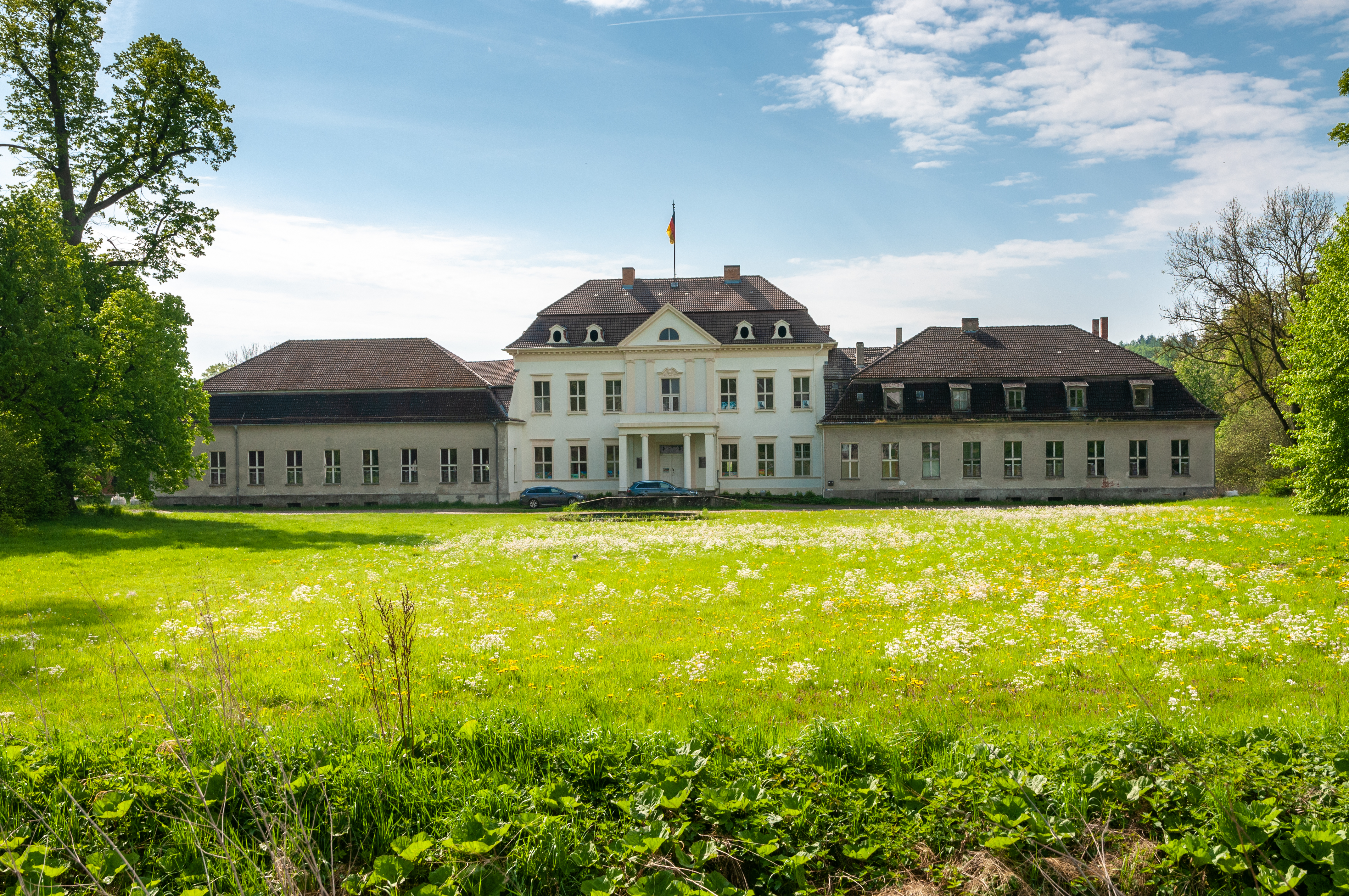
Schloss Prötzel
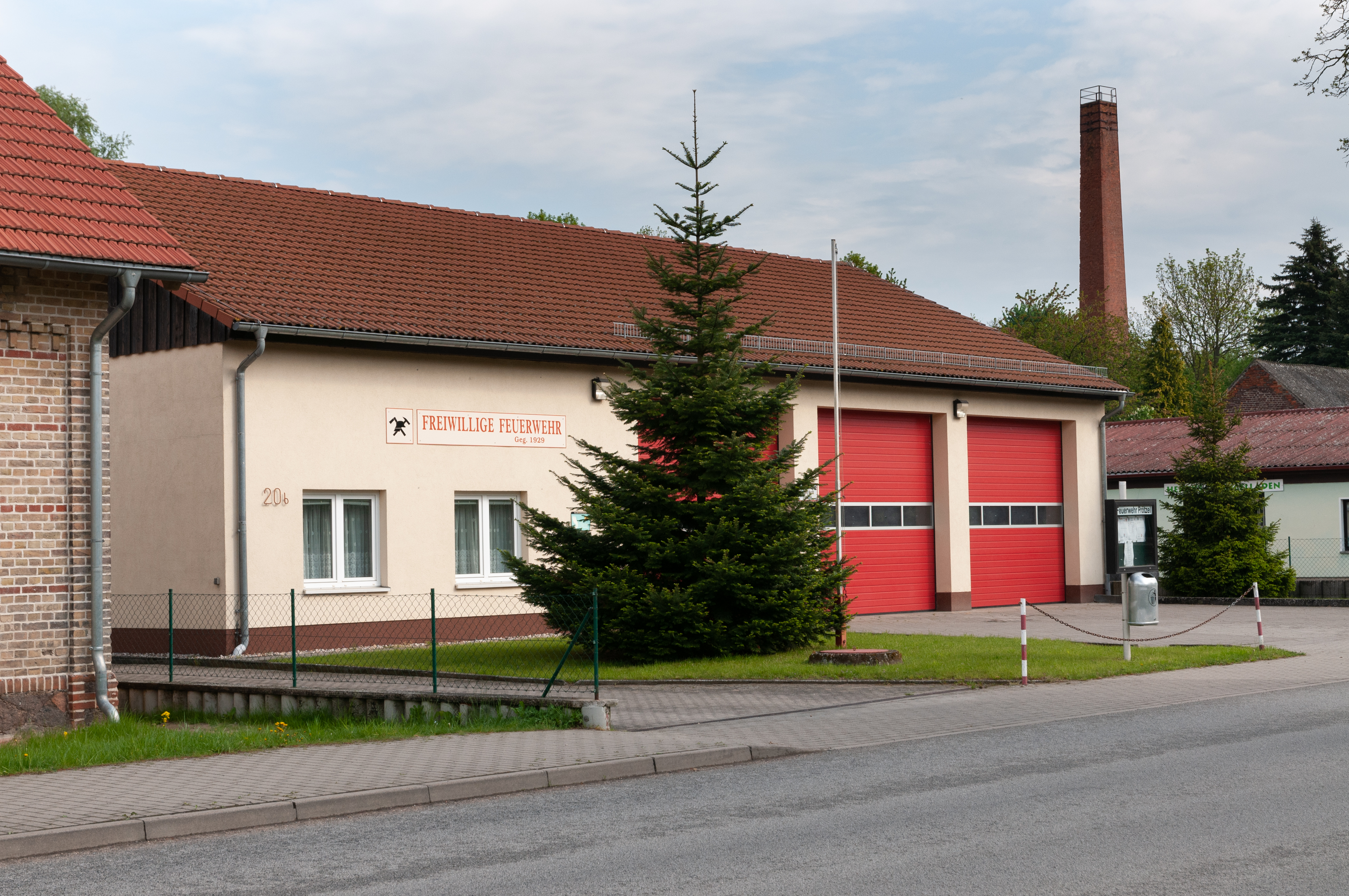
Feuerwehr
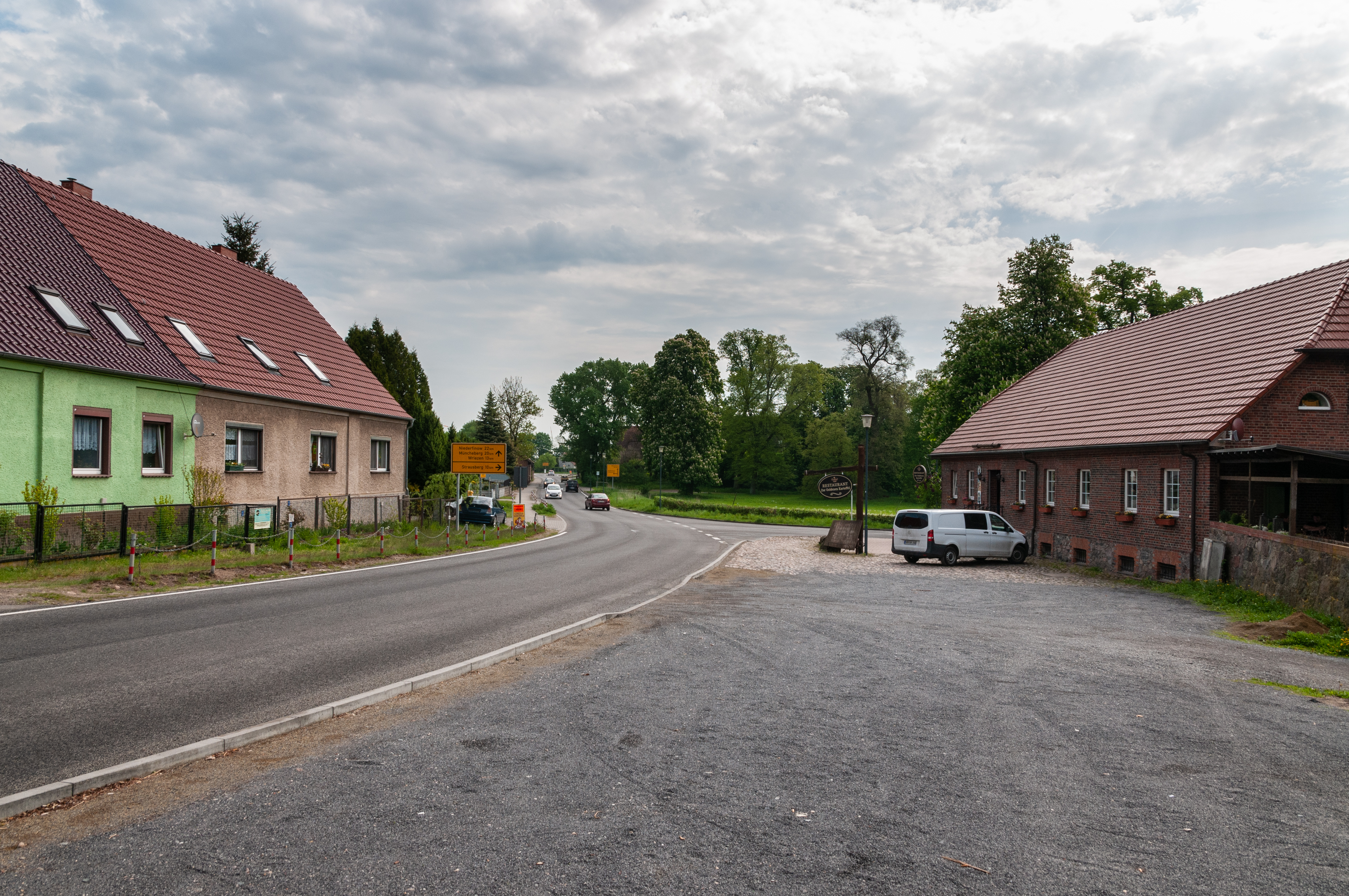
Dorfzentrum
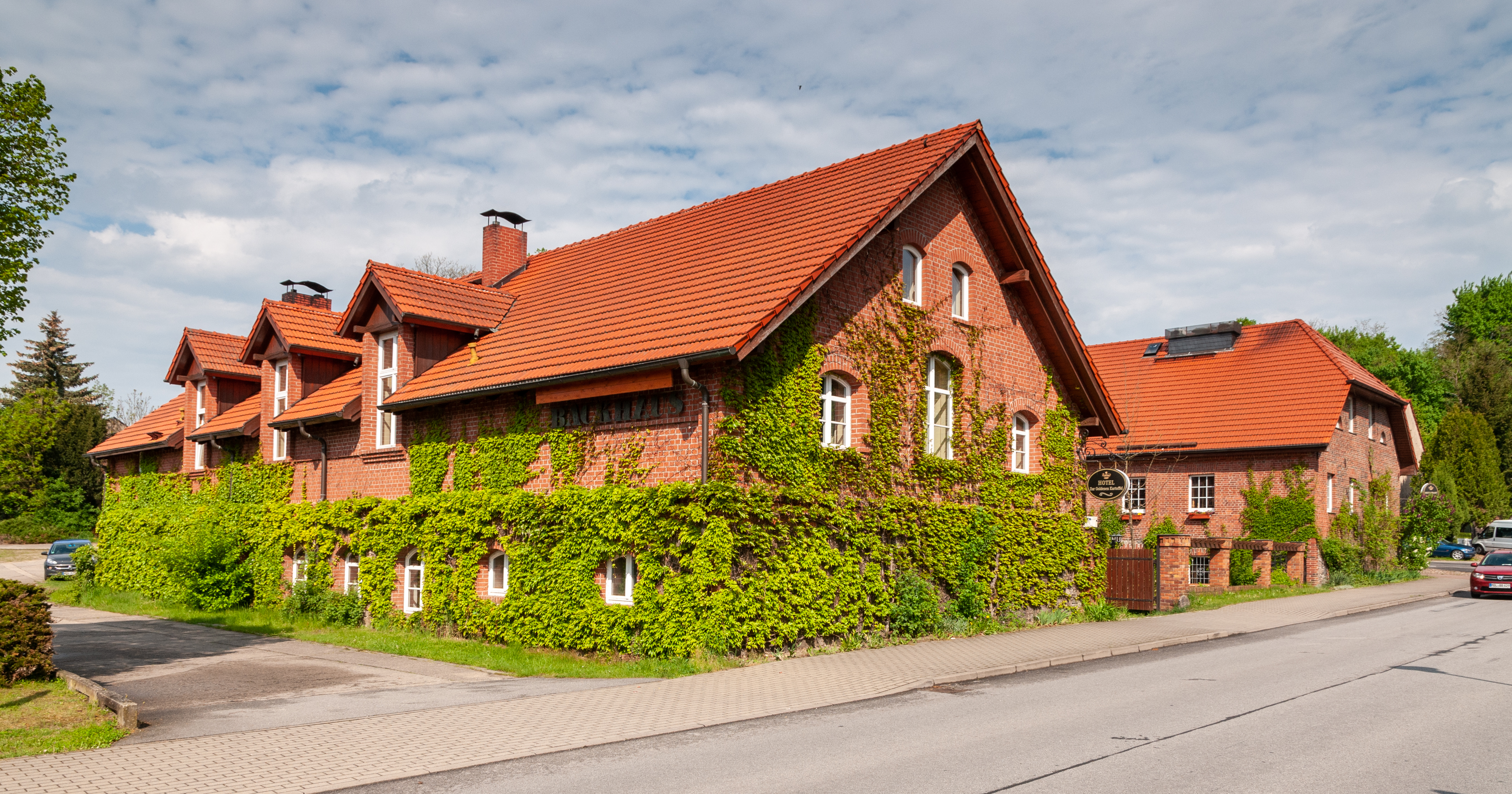
Hotel
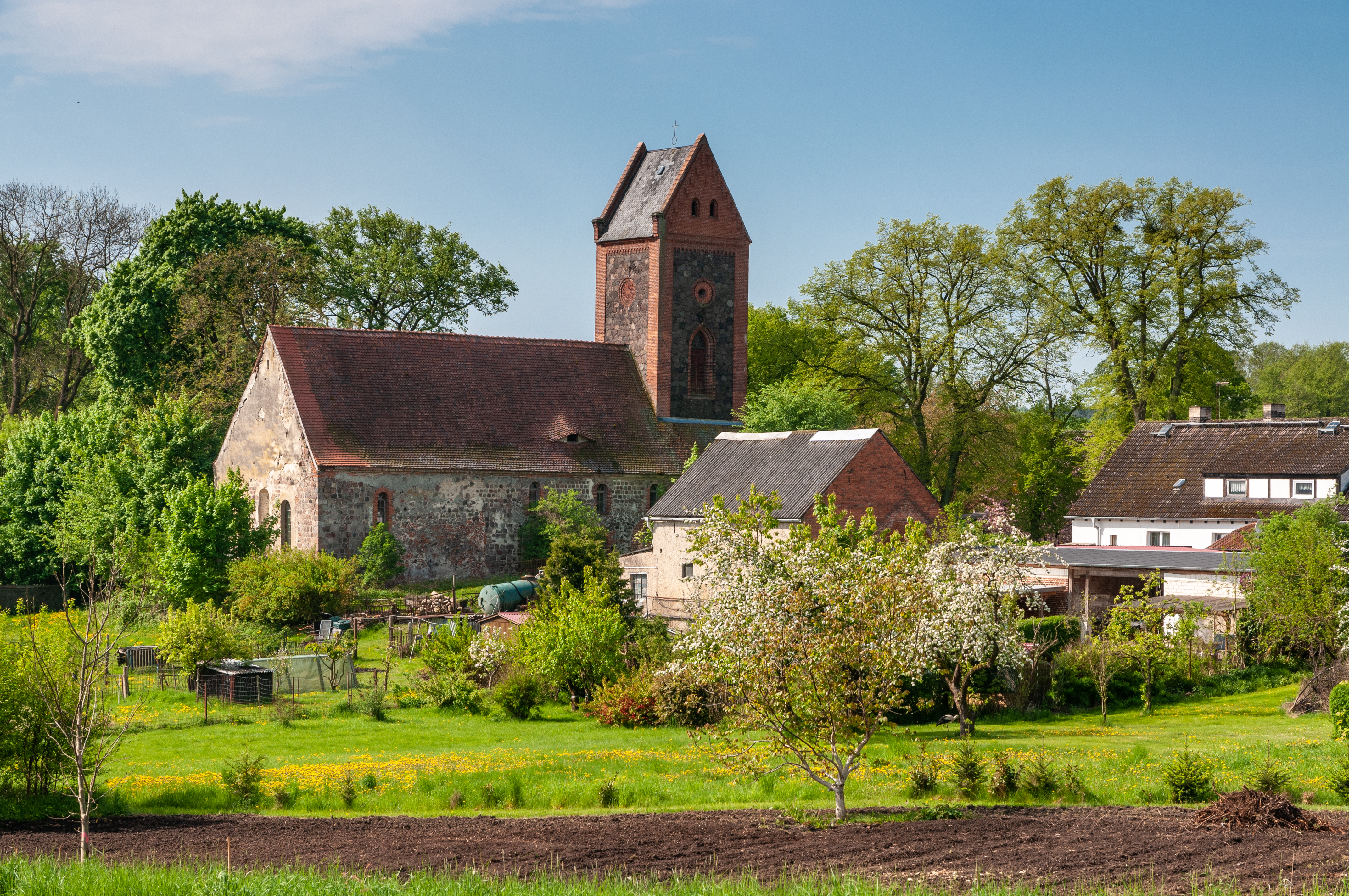
Dorfkirche Prädikow

### Geschichtsdenkmale
Nahe dem Gamensee im Gamengrund befindet sich ein im Jahr 1974 errichteter Gedenkstein, der an vier Mitglieder der kommunistischen Widerstandsgruppe um Robert Uhrig erinnert, die sich hier trafen und nach Verrat 1944 ermordet wurden.

## Verkehr und Infrastruktur
In Prötzel kreuzen sich die Bundesstraße 168 zwischen Eberswalde und Müncheberg und die Landesstraße L 33 zwischen Strausberg und Wriezen. Im Prötzel verkehren die Buslinien 885 (Bad Freienwalde – Prötzel) und 889 (Strausberg – Wriezen – Bad Freienwalde) der Barnimer Busgesellschaft.
Der nächstgelegene Bahnhof ist Strausberg Nord (Linie S 5 der Berliner S-Bahn).
Der Deutsche Wetterdienst (DWD) betreibt in Prötzel auf einem 51 Meter hohen Betonturm eines von deutschlandweit 17 Wetterradaranlagen.

## Persönlichkeiten
- Albert Schallehn (1797–1891), Jurist und Politiker, Bürgermeister von Stettin, in Prötzel geboren
- Alexis von Haeseler (1801–1889), preußischer Major und Landrat des Landkreises Oberbarnim, lebte und starb auf Schloss Harnekop
- Ernst von Eckardstein-Prötzel (1824–1899), Rittergutsbesitzer und Mitglied des Reichstages
- Gottlieb von Haeseler (1836–1919), Generalfeldmarschall, lebte und starb auf Schloss Harnekop
- Cesare Orsenigo (1873–1946), 1930–1945 päpstlicher Nuntius in Deutschland, lebte ab August 1943 in Prötzel